# Boehlkea fredcochui
Boehlkea fredcochui, conosciuto comunemente come tetra blu, è un piccolo pesce d'acqua dolce, unico rappresentante del genere Boehlkea, appartenente alla famiglia Characidae
.

## Distribuzione e habitat
Questa specie è diffusa nel bacino del Rio delle Amazzoni.

## Descrizione
Presenta un corpo allungato, piuttosto compresso ai fianchi, con dorso orizzontale e ventre arrotondato, che si assottiglia al peduncolo caudale. Gli occhi sono grandi, le pinne hanno un taglio elegante e composto. La livrea è grigio azzurra, con riflessi argentati sul ventre, ma sui fianchi assume una splendida colorazione azzurra, dove al centro è riconoscibile una linea orizzontale blu elettrico che si estende al peduncolo caudale arrivando fino alla pinna caudale, colorandone la parte centrale. Le pinne sono trasparenti con i vertici biancastri. 

Le femmine sono più rotonde dei maschi e presentano una livrea leggermente più smorta. 

Raggiunge una lunghezza di 4 cm circa.

## Comportamento
Il Tetra blu è un pesce pacifico, che vive in numerosi gruppi nei luoghi d'origine.

## Riproduzione
Come per gli altri Caracidi, anche i Tetra blu depongono le uova che vengono fecondate esternamente dal maschio. La femmina le fa aderire sulle foglie delle piante acquatiche e una volta terminata la deposizione se ne disinteressa completamente, tanto da registrare (in cattività) casi di cannibalismo con le sue stesse uova.

## Alimentazione
Ha dieta vegetariana.

## Acquariofilia
Seppure non molto diffuso, è a volte ospite degli acquari di molte parti del mondo. Pur essendo una specie tranquilla, non è adatta alla convivenza in vasca con pesci dalle pinne lunghe, poiché tende a mordicchiarle.